# Efect de prim pasaj

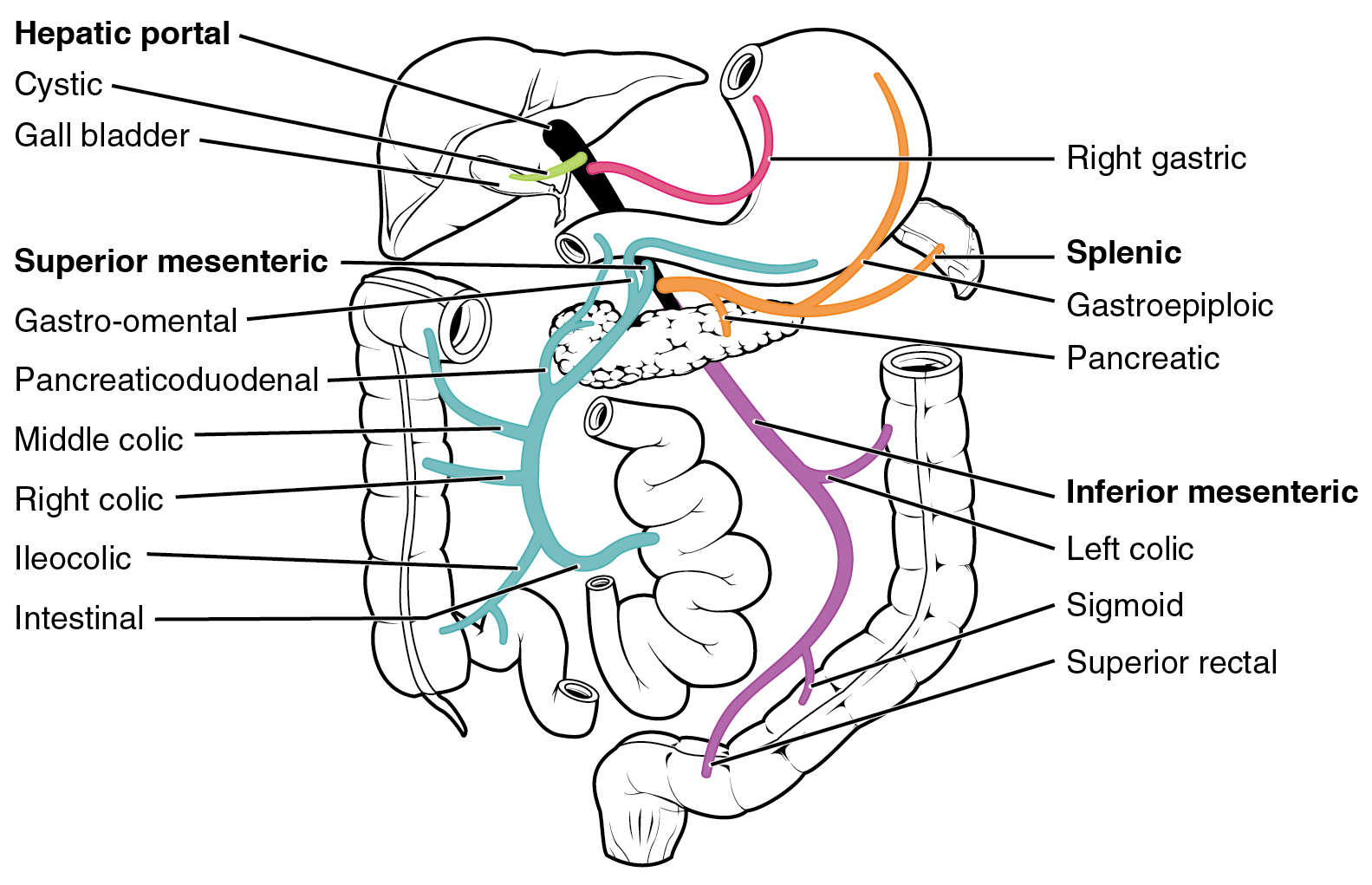
Ilustrație în care se observă sistemul venei porte, cu implicarea ficatului.

Efectul de prim pasaj (denumit și efectul primului pasaj) este, în farmacologie, un fenomen cauzat de metabolizarea unui medicament după administrarea orală (de obicei), în urma căruia concentrația acestuia este redusă înainte ca medicamentul să fie absorbit în circulația sistemică. Metabolizarea este cel mai frecvent realizată la nivelul ficatului, fapt pentru care este denumită efectul primului pasaj hepatic, dar poate fi și intestinală. Exemple de medicamente care suferă intens primul pasaj sunt: imipramină, morfină, propranolol, buprenorfină, diazepam, midazolam, petidină, tetrahidrocanabinol (THC), etanol, cimetidină, lidocaină, clorpromazină și nitroglicerină (NTG). Pentru unele promedicamente, de exemplu, efectul de prim pasaj poate fi benefic, ducând la creșterea nivelelor de medicament în formă activă post-metabolizare.
Efectul de prim pasaj hepatic poate reduce foarte mult biodisponibilitatea unui medicament, astfel că există posibilitatea ca doar o fracțiune foarte mică (sau deloc) din medicamentul activ să ajungă în circulația sistemică, de unde ar fi trebuit să fie distribuit la țesuturi și organe.